# 秀樹!エキサイティング・ポップス
『秀樹!エキサイティング・ポップス』（ひでき エキサイティング・ポップス）は、西城秀樹の1枚目のカバー・アルバム。1974年4月25日にRCAから発売された。

## 内容
- 西城秀樹がコンサートなどでカバーして唄っている、ロック系のポピュラー音楽の各楽曲をスタジオ収録した（第1弾の）アルバムである。

## 収録曲
全編曲 馬飼野康二
SIDE A
1. ヘルプ（HELP）Lennon-McCartney
2. アンド・アイ・ラブ・ハー（And I Love Her）Lennon-McCartney
3. シー・ラヴズ・ユー（She Loves You）Lennon-McCartney
4. モンキーズのテーマ（Theme from the Monkees）T.Boyce-B.Hart
5. デイ・ドリーム（Daydream Believer）J.Stewart
6. アイム・ア・ビリーバー（I’m a Believer）N.Diamond

SIDE B
1. ダンス天国（Land of a Thousand Dances）C.Kenner-F.Domino、一の宮はじめ訳詞
2. 孤独の太陽（In My Room）J.Prieto,一の宮はじめ訳詞
3. オール・マイ・ラヴィング（All My Loving）Lennon-McCartney
4. 朝日のあたる家（The House of Rising Sun）A.Price,漣健児訳詞
5. ハウンド・ドッグ（Hound Dog）J.Lieber-M.Stoller
6. ビーバップ・ア・ルーラ（Be-Bop-A-Lula）G Vincent-S.T.Davis

## 復刻盤
- 1976年9月25日発売のLP『西城秀樹 第1 - 7集』（全7枚）の中の1枚で、アルバムのタイトルは『ヒデキ・ロック&ロック』